# السماقيات الشرقية
السماقيات قرية من قرى ناحية مركز القصير التابعة لمنطقة القصير في محافظة حمص. تقع جنوب غرب مدينة حمص وتبعد عنها بحدود 35 كم. تبعد عن الحدود اللبنانية 2 كم نحو الشمال و5 كم نحو الغرب.